# Municipio de Pleasant Valley (condado de Tripp)
El municipio de Pleasant Valley (en inglés: Pleasant Valley Township) es un municipio ubicado en el condado de Tripp en el estado estadounidense de Dakota del Sur. En el año 2010 tenía una población de 33 habitantes y una densidad poblacional de 0,44 personas por km².

## Geografía
El municipio de Pleasant Valley se encuentra ubicado en las coordenadas 43°27′56″N 99°42′44″O / 43.46556, -99.71222. Según la Oficina del Censo de los Estados Unidos, el municipio tiene una superficie total de 74.99 km², de la cual 74,87 km² corresponden a tierra firme y (0,16 %) 0,12 km² es agua.

## Demografía
Según el censo de 2010, había 33 personas residiendo en el municipio de Pleasant Valley. La densidad de población era de 0,44 hab./km². De los 33 habitantes, el municipio de Pleasant Valley estaba compuesto por el 100 % blancos. Del total de la población el 0 % eran hispanos o latinos de cualquier raza.